# Mama (Jonas Blue)
Mama is een nummer van de Britse dj Jonas Blue uit 2017, ingezongen door de Australische zanger William Singe.
Volgens Blue gaat het nummer over "de periode in je leven wanneer je jong en zorgeloos bent, zonder stress, rekeningen en problemen en je alleen denkt aan lol hebben met vrienden, iedere dag en nacht". "Mama" werd vooral in Europa een grote hit, en haalde de top 10 in diverse landen. In Blue's thuisland het Verenigd Koninkrijk haalde het nummer de 4e positie. In de Nederlandse Top 40 was het nummer goed voor een nummer 1-positie, en in de Vlaamse Ultratop 50 haalde het de 2e positie.